# Puente Grau
El Puente de Grau es un puente ubicado en la ciudad de Arequipa y cruza el río Chili.El puente fue construido en 1884 por el arquitecto Juan Rodríguez y Manuel H. Prado. Cruza la Av. La Marina y el Río Chili. Une el Cercado de Arequipa con el Distrito de Yanahuara. Cuenta con 2 carriles y 2 vías peatonales.

## Historia
El Municipio de Arequipa acordó construir este puente en 1881, pero los trabajos se iniciaron a partir de 1884 ya que se tuvo que superar la Guerra del Pacífico (1879 - 1883) y el terremoto de Arica ocurrido entre el 9 y el 13 de agosto de 1884. El presupuesto inicial aprobado por el Consejo Provincial fue de 4 mil soles, aunque terminó costando más de 40 mil soles.
Fue intervenido en 1970 para ejecutar la Av. La Marina y se hizo un arco falso, la bóveda y el tímpano se forró con madera para simular un arco. También fue intervenido por sufrir daños en el terremoto de 2001, se le incorporó una losa de concreto armado diafragma anclado a sus estribos y al arco falso y sobre la losa se hizo el adoquinado, cuenta con un sistema de drenaje pluvial, esta última intervención elevó su capacidad de soportar terremotos.
Para su construcción se tuvieron que comprar las Quintas Vargas y de Sánchez en ambos lados del Río Chili para la apertura de la calle. En 2022 se encontraron restos de pólvora de la guerra en la calle Villalba

## Tragedia de 1996
La noche del 14 de agosto de 1996, horas antes del aniversario de Arequipa, 35 personas murieron electrocutadas a causa de que un fuego artificial que se lanzó desde la parte inferior del puente impacto contra un cable de media tensión que se encontraba encima del puente, los cables se cayeron a la pista y electrocutaron a la gente que se encontraba sobre esta. Este hecho dejó a 35 personas muertas por electrocución, las cuales recibieron una descarga de 10 000 voltios.
Se estimo que en esa noche más de 100 000 personas se encontraban transitando por el lugar donde esperaban a la cantante Laura León

## Galería

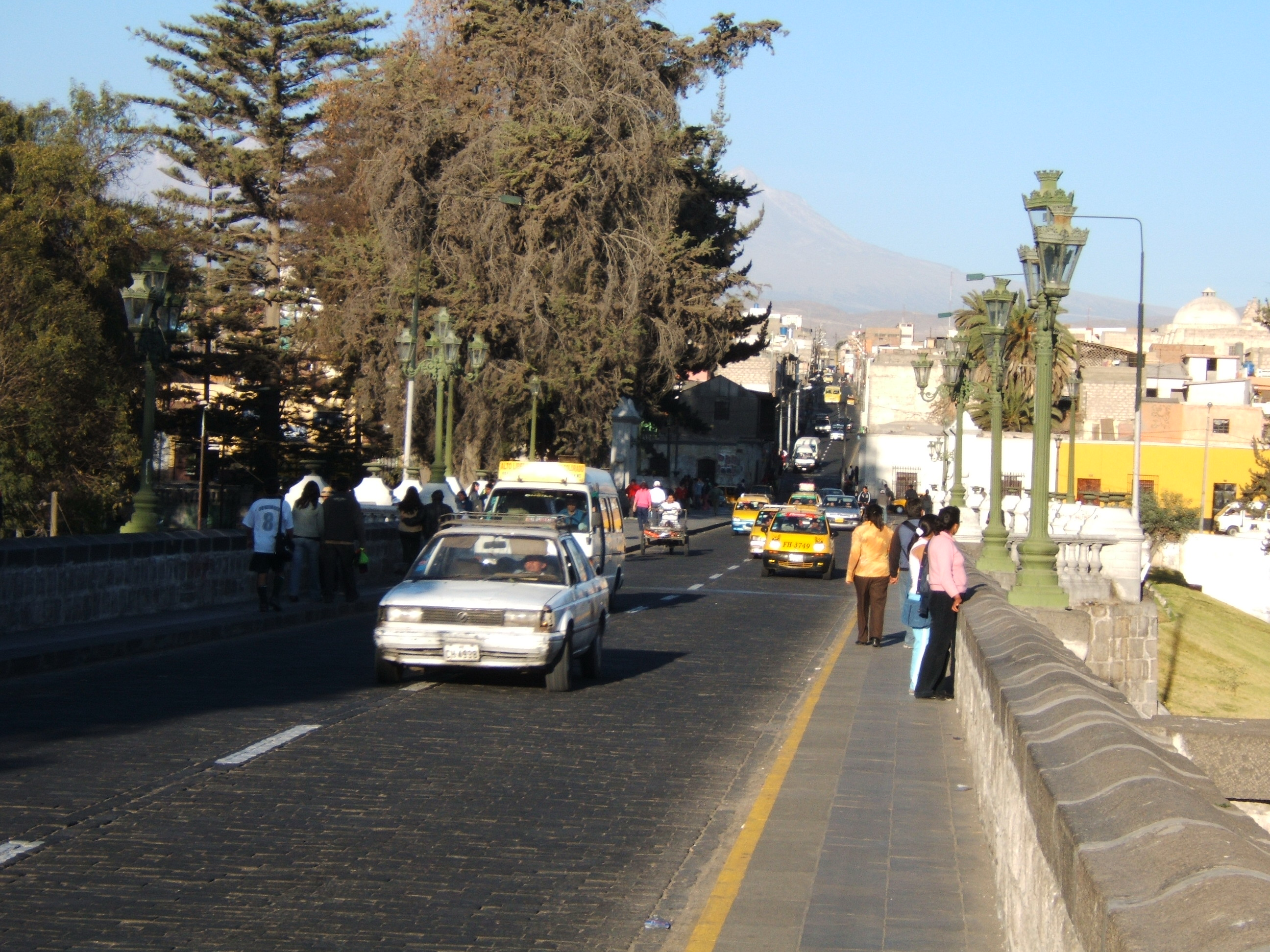
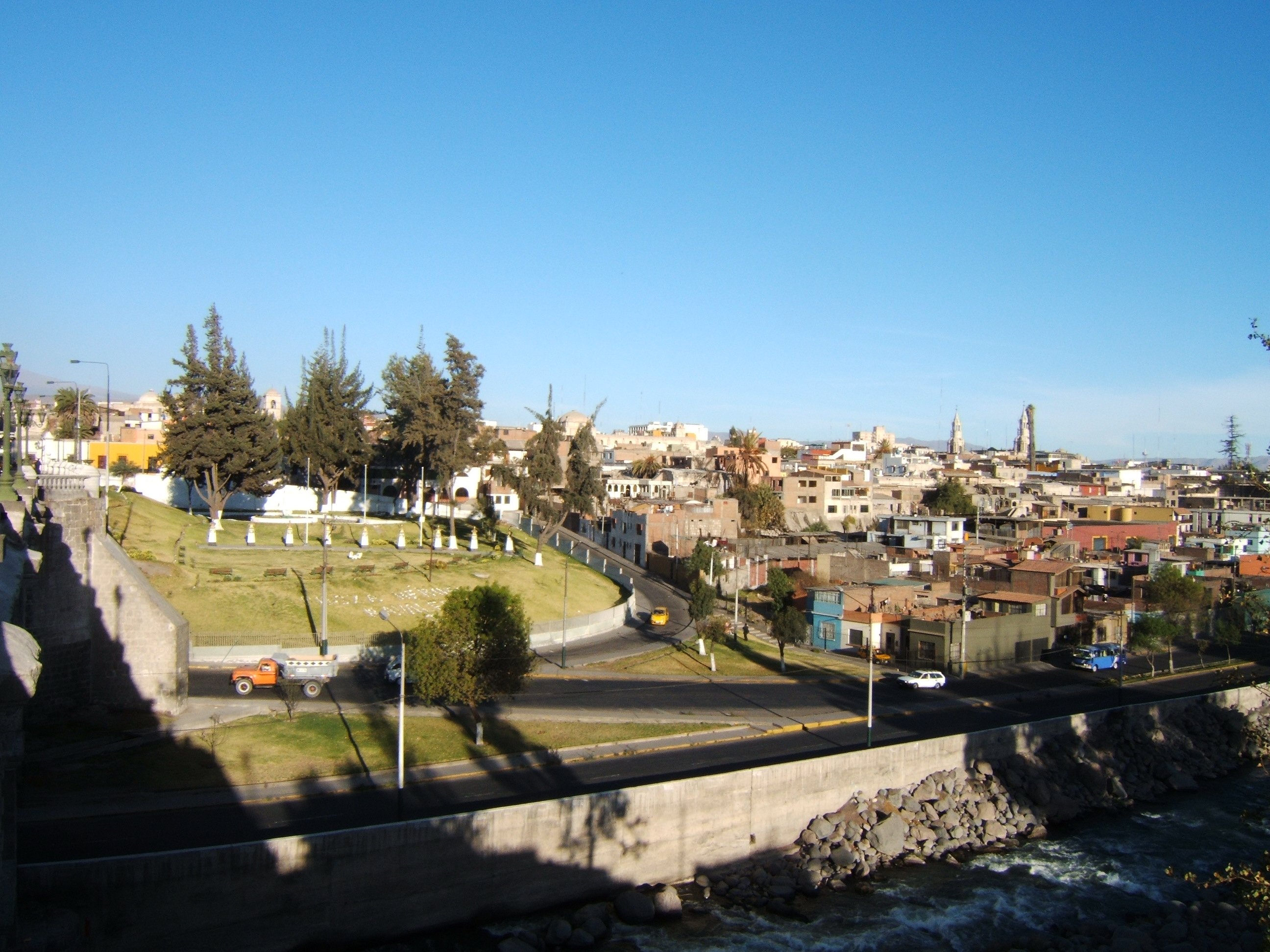